# Neith (hypotetisk måne)

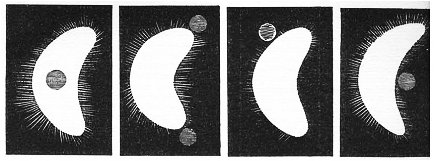
Den italienske advokaten och astronmen Francesco Fontanas skiss av en misstänkt Venus-måne, från ett träsnitt (1646). Optiska effekter tros ha luras observatören.

Neith är en hypotetisk måne till planeten Venus, först beskriven av den italienske astronomen Giovanni Domenico Cassini 1672. Enligt moderna observationer har Venus inga månar.

## Upptäckten
Den allra första observationen rapporterades 1650 av den italienske astronomen Francesco Fontana. Efter Cassinis observationer 1672 rapporterades av ett flertal andra astronomer under de efterföljande åren. Cassini hade funnit ett litet objekt i Venus närhet. Han enbart noterade observationen, men när han 1686 gjorde en uppföljande observation gjorde han ett formell rapport om en möjlig måne till planeten Venus.
Den skotske matematikern James Short observerade objektet 1740 och astronomen Andreas Mayer 1759. Matematikern och astronomen Joseph-Louis Lagrange observerade objektet 1761, då totalt hela 18 observationer inrapporterades. En av observationerna gjordes under Venuspassagen 1761. Åtta ytterligare observationer rapporterade 1764 och den danske astronomen Christian Horrebow gjorde en observation 1768. Vid Venuspassagen 1769 observerades den inte och några observationer efter 1770 förekommer inte.

## Spekulationerna
Många av samtidens astronomer lyckades aldrig se Neith. Bland dessa fanns den tysk-brittiske astronomen William Herschel som gjorde ett gott försök 1768. Cassini hade ursprungligen beräknat objektets diameter till en fjärdedel av planeten Venus. 1761 förkunnade Lagrange att Neiths omloppsbana var lodrät mot ekliptikan. 1766 föreslog direktören för observatoriet i Wien att observationerna berodde på optiska illusioner. Han menade att ”när ljuset från Venus reflekteras i det mänskliga ögat och tillbaka i teleskopet bildas en mindre, sekundär avbildning”.
Så sent som 1777 beräknade den schweizisk-tyske matematikern och astronomen J.H. Lambert objektets omloppstid runt Venus till 11 dygn och 3 timmar. 
1884 föreslog den tidigare direktören för det kungliga belgiska observatoriet I Bryssel, Jean-Charles Houzeau att “månen” i själva verket var en planet som hade omloppstiden 283 dygn runt solen. En sådan planet skulle vara i konjunktion med Venus med 1080 dygns mellanrum, vilket kunde stämma med de observationer som gjorts. Det var Houzeau som gav objektet namnet Neith, efter Neith, modersgudinnan i egyptisk mytologi.
Den belgiska vetenskapsakademin publicerade 1887 en skrift kring observationerna av Neith. Slutsatsen i skriften blev att flertalet observationer kunde förklaras med stjärnor i planeten Venus närhet, bland annat Chi Orionis, 104 Tauri, 71 Orionis, Ny Geminorum och Theta Librae.